# Samatiguila (département)
Le département de Samatiguila est un département de Côte d'Ivoire. 